# Bob Latta
Pour les articles homonymes, voir Latta.
Robert Edward Latta dit Bob Latta, né le 18 avril 1956 à Bluffton, est un homme politique américain membre du Parti républicain.
Il représente actuellement le 5e district de l'Ohio à la Chambre des représentants des États-Unis.
Il est auparavant membre du Sénat de l'Ohio pour le 2e district (1997-2000) puis de la Chambre des représentants de l'Ohio pour le 6e district, de 2001 à 2007.